# ダブル/フェイス
『ダブル/フェイス』（原題: Inconceivable）は、2017年のアメリカ合衆国のスリラー映画。出演はジーナ・ガーション、フェイ・ダナウェイ、ニコラス・ケイジ、ニッキー・ウィーラン、ナタリー・エヴァ・マリー。原題は、「思いもよらない」「考えもしない」といった意味。
日本では「未体験ゾーンの映画たち2018」の上映作品の一つとして2018年1月30日に公開された。

## ストーリー
医師のアンジェラは、同じく医師の夫ブライアンと一人娘のコーラと裕福で幸せな家庭を築いていたが、数回の流産を経験したという辛い過去を背負っていた。そんなある日、アンジェラはシングルマザーのケイティと知り合う。意気投合した二人はあっという間に友人となり、そして家のないケイティ親子に同情したアンジェラは、彼女をベビーシッターとして雇い自分の家の敷地内に住まわせることにするのだった。
実はアンジェラの娘コーラは、別の女性に卵子の提供を受けて授かった子だった。アンジェラはもう一人子供がほしいというブライアンの期待に応えるため、代理母出産の計画を進めていたが、代理母を依頼していた友人が死体となって発見される。そこで代理母をケイティに依頼したアンジェラだったが、次第にケイティは隠していた恐ろしいもう一つの顔を露わにしていく。

## キャスト
※括弧内は日本語吹替
- アンジェラ - ジーナ・ガーション（藤本喜久子）
- ドナ - フェイ・ダナウェイ（有川知江）
- ブライアン - ニコラス・ケイジ（松山鷹志）
- ケイティ - ニッキー・ウィーラン（英語版）（石井未紗）
- リンダ - ナタリー・エヴァ・マリー（英語版）

## 評価
レビュー・アグリゲーターのRotten Tomatoesでは13件のレビューで支持率は31%、平均点は4.20/10となった。Metacriticでは1件のレビューで、スコアは算出されていない。